# Heilig-Geist-Kirche (Görlitz)
Die Heilig-Geist-Kirche ist ein 1905–1906 errichteter Kirchenbau der Altlutherischen Kirchengemeinde in Görlitz, Oberlausitz. Die Gemeinde gehört heute zum Kirchenbezirk Lausitz in der Selbständigen Evangelisch-Lutherischen Kirche. Die Kirche steht auf dem Sattigplatz an der Straßeneinmündung Zittauer Straße / An der Jakobuskirche. Sie ist die Pfarrkirche der altlutherischen Parochie Görlitz und steht unter Denkmalschutz. Das Pfarramt befindet sich im Haus Carl-von-Ossietzky-Straße 31.

## Geschichte

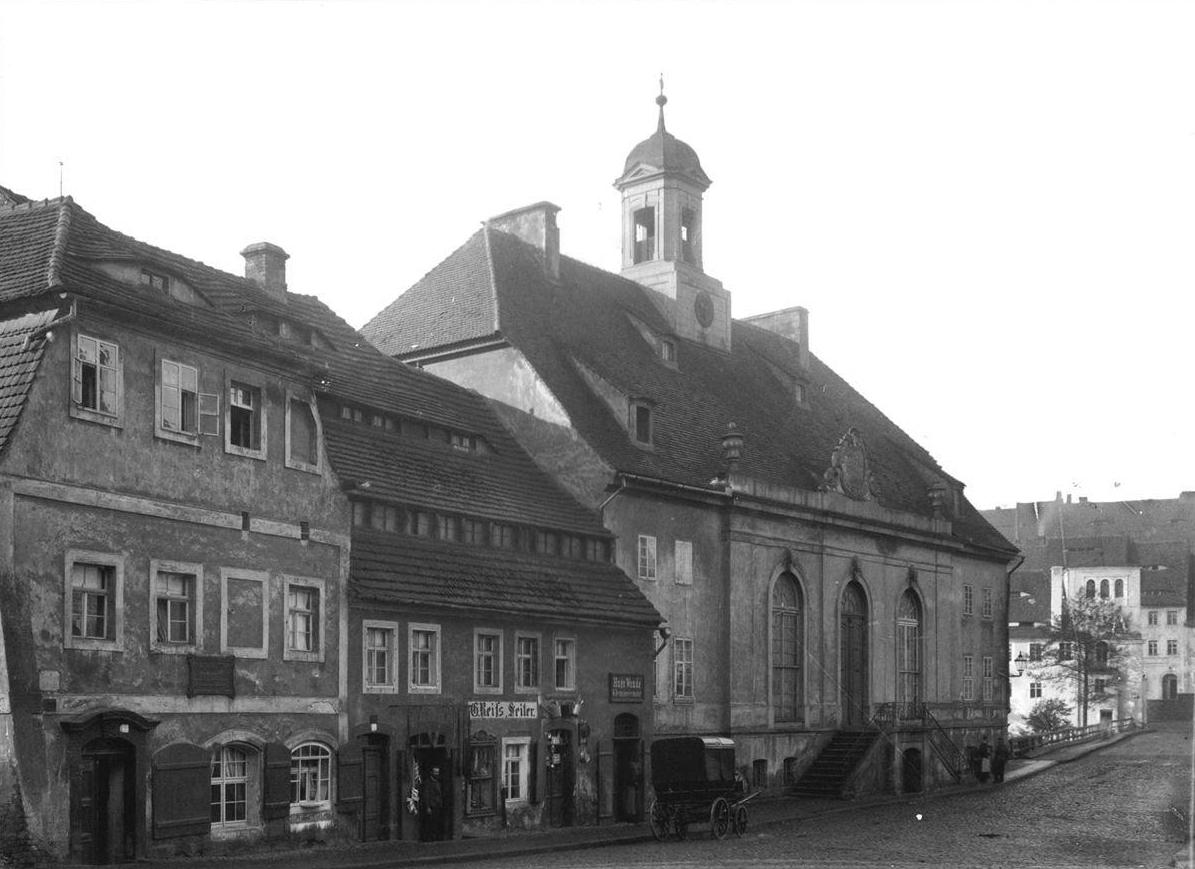
Die alte Heilig-Geist-Kirche an der Neiße

Im Jahr 1905 musste die erste Heilig-Geist-Kirche, auch Hospitalkirche genannt, am Ostufer der Lausitzer Neiße auf Grund von Flutschäden und wegen eines an dieser Stelle projektierten Brückenneubaus abgerissen werden. Sie befand sich in direkter Nachbarschaft der Dreiradenmühle und der hölzernen Altstadtbrücke, die später durch einen Neubau ersetzt wurde. Die altlutherische Gemeinde hielt dort seit 1854 ihre Gottesdienste ab.
Die Kirchengemeinde erhielt vom Görlitzer Magistrat zum Ausgleich ein Grundstück auf dem heutigen Sattigplatz in der Südstadt, östlich der katholischen Kirche St. Jakobus und südlich des einstigen Eisenbahnbetriebsgebäudes. Aus dem alten Gotteshaus auf dem Ostufer der Neiße wurden verschiedene Teile der barocken Inneneinrichtung in den Neubau übernommen, darunter der Kanzelaltar, der Taufstein, die Orgel sowie Gestühl und Glocke aus dem Jahr 1772. Im Vorraum befinden sich zwei Gedenktafeln, eine zeigt das Reliefbild des alten Gotteshauses an der Neiße und die andere stellt die Kirchengeschichte dar, die bis ins Jahr 1262 zurückreicht.
Die Inschrift am Südwestgiebel lautet: „Ein feste Burg ist unser Gott“. Dieses Motto wird durch den burghaften Charakter des Baus unterstrichen. In dem Kirchenneubau vereinen sich drei Stilrichtungen: die barocke Inneneinrichtung, die neoromanische Außenarchitektur und eine Deckenverzierung sowie Fenstergitter im Jugendstil.
Der quadratische Mittelraum des Gotteshauses wird beidseitig von schmalen Seitenschiffen flankiert und die tragenden Deckenbalken sind mit Bibelsprüchen verziert.